# 拉莫斯毛鼻鯰
拉莫斯毛鼻鯰，為輻鰭魚綱鯰形目毛鼻鯰科的其中一種，為熱帶淡水魚，分布於南美洲阿根廷Blanca湖流域，體長可達6.7公分，棲息在水質清澈、沙底質的底層水域，生活習性不明。

## 扩展阅读
維基物種上的相關：拉莫斯毛鼻鯰